# Allan Olsson
Allan Gerhard Erland Olsson, född 2 juni 1902, död 28 juli 1978, var en svensk trumpetare.
Allan Olsson var elev vid Kungliga musikkonservatoriet 1917–1924, var trumpetare i Kungliga Hovkapellet från 1927, förste trumpetare 1943–1962 och lärare vid Kungliga Musikhögskolan 1934–1964. Han invaldes som associé nr 193 i Kungliga Musikaliska Akademien den 24 februari 1929 och som ledamot 756 den 1 juli 1971.